# 岩川直樹
岩川 直樹（いわかわ　なおき、1960年-　）は、日本の教育学者、埼玉大学教授。
静岡県清水市（現静岡市）生まれ。1985年東京大学文学部心理学科卒。同大学院教育学研究科博士課程中退、1993年埼玉大学教育学部講師、1994年助教授、2004年教授。「心のノート」の批判者である。

## 著書
- 『<私>の思想家宮沢賢治 『春と修羅』の心理学』花伝社 共栄書房 (発売) 2000
- 『総合学習を学びの広場に 手づくりと協働の知恵』大月書店 2000
- 『感情のABC』落合由利子写真 草土文化 2002

### 共編著
- 『総合学習への発想 議論と実践のために』共著 子どものしあわせ編集部編 草土文化 1999
- 『じぶんを大切に』木原千春絵 大月書店 人権の絵本 2000
- 『ちがいを豊かさに』木原千春絵 大月書店 人権の絵本 2000
- 『「学力」を問う だれにとってのだれが語る「学力」か』汐見稔幸共編 草土文化 2001
- 『人はなぜ争うの?』森雅之絵 大月書店 平和と戦争の絵本 2002
- 『「心のノート」の方へは行かない』船橋一男共編著 子どもの未来社 寺子屋新書 2004
- 『仕事ってなに? さまざまな仕事観』後藤範行絵 大月書店 仕事の絵本 2006
- 『貧困と学力』伊田広行共編著 明石書店 未来への学力と日本の教育 2007
- 『教育の方法・技術』編 学文社 教師教育テキストシリーズ 2014

## 論文
- Cinii

## 注
1. ↑  『仕事ってなに？』著者紹介